# Mitsuboshi
Albums de Tsukishima Kirari starring Kusumi Koharu (Morning Musume)
Kirarin Land
(19 déc. 2007)
Singles
1. Koi Kana
Sortie : 12 juillet 2006
2. Balalaika
Sortie : 25 octobre 2006

☆☆☆, appelé Mitsuboshi (みつぼし, mitsuboshi, littéralement : "trois étoiles"), est le premier album de Tsukishima Kirari starring Kusumi Koharu (Morning Musume) (月島きらり starring 久住小春 (モーニング娘。)), sorti en 2007.

## Présentation
L'album sort le 28 février 2007 au Japon sur le label zetima. Il atteint la 16e place du classement des ventes de l'Oricon. Il sort aussi en édition limitée avec une pochette différente et un livret de photos en supplément. 
Il est chanté par Koharu Kusumi du groupe Morning Musume incarnant Kirari Tsukishima, chanteuse de fiction héroïne de la série anime Kilari (Kirarin Revolution) doublée par Kusumi.
L'album contient les quatre titres (faces A et B) déjà parus en 2006 sur les deux premiers singles de la chanteuse, Koi Kana et Balalaika, qui ont tous servi de génériques de début et de fin à la série, de même que la chanson Love da yo Darling (4e thème de fin des épisodes 39 à 51).

## Titres
| CD    | CD                                                         | CD                                             | CD    | CD | CD | CD | CD | CD | CD |
| No    | Titre                                                      | Paroles / Musique / Arrangements               | Durée |    |    |    |    |    |    |
| ----- | ---------------------------------------------------------- | ---------------------------------------------- | ----- | -- | -- | -- | -- | -- | -- |
| 1.    | Balalaika (バラライカ) (2e single)                         | Bulge / Shigeki Sako / Shigeki Sako            | 3:38  |    |    |    |    |    |    |
| 2.    | Koi Kana (恋☆カナ) (1er single)                            | Shin Furuya / Tetsurō Oda / Masaki Iehara      | 3:32  |    |    |    |    |    |    |
| 3.    | Hoshi no Shizuku (星のしずく)                              | Hirotake Onishi / Tōru Watanabe / T. Watanabe  | 3:56  |    |    |    |    |    |    |
| 4.    | Mizuiro Melody (水色メロディ) (face B du single Balalaika) | Shin Furuya / Katsuhiku Kurosu / Daisuke Katō  | 3:34  |    |    |    |    |    |    |
| 5.    | Koi Hanabi (恋花火)                                        | An Nakahara, a2c / a2c / Katsuyuki Harada, a2c | 4:47  |    |    |    |    |    |    |
| 6.    | Spaghetti                                                  | Bounceback / Bounceback / Bounceback           | 3:43  |    |    |    |    |    |    |
| 7.    | Love da yo Darling (Loveだよ☆ダーリン)                     | Chieko Suyama / Katsuya Yoshida / K. Yoshida   | 3:21  |    |    |    |    |    |    |
| 8.    | I Miss You (I miss you)                                    | Akirastar / Akirastar / Akirastar              | 4:48  |    |    |    |    |    |    |
| 9.    | Everyday Precious Day (EVERYDAY PRECIOUS DAY)              | Yūta Nakano                                    | 4:34  |    |    |    |    |    |    |
| 10.   | Sugao Flavor (SUGAO-flavor) (face B du single Koi Kana)    | michito, mavie / Tetsurō Oda / Kōji Gotō       | 4:51  |    |    |    |    |    |    |
| 40:39 |                                                            |                                                |       |    |    |    |    |    |    |